# Villaluenga de la Vega
Villaluenga de la Vega é um município da Espanha na província de Palência, comunidade autónoma de Castela e Leão, de área 26,16 km² com população de 667 habitantes (2004) e densidade populacional de 25,50 hab/km².

## Demografia
| Variação demográfica do município entre 1991 e 2004 | Variação demográfica do município entre 1991 e 2004 | Variação demográfica do município entre 1991 e 2004 | Variação demográfica do município entre 1991 e 2004 |
| --------------------------------------------------- | --------------------------------------------------- | --------------------------------------------------- | --------------------------------------------------- |
| 1991                                                | 1996                                                | 2001                                                | 2004                                                |
| 762                                                 | 686                                                 | 676                                                 | 667                                                 |